# Greg Butler
Gregory Edward Butler, detto Greg (Inglewood, 11 marzo 1966), è un ex cestista statunitense, professionista nell'NBA e in Portogallo.

## Carriera
È stato selezionato dai New York Knicks al secondo giro del Draft NBA 1988 (37ª scelta assoluta).